# Caspar-Werke
La Caspar-Werke AG era un'azienda aeronautica tedesca fondata nel 1921 dall'imprenditore Karl Caspar con sede a Travemünde ed attiva nella produzione di velivoli ad uso civile e militare.
A causa della concorrenza nel campo aeronautico fu costretta a chiudere già nel 1928, solo dopo sette anni di attività, lasciando comunque un'impronta nella storia dell'aeronautica realizzando il primo aereo appositamente progettato per uso agricolo.

## Storia
L'azienda venne fondata nel 1921 succedendo alla Hanseatischen Flugzeugwerke Karl Caspar AG con sede ad Amburgo e che dal 1918 occupava gli stabilimenti che furono della Fokker-Werk, a Travemünde, prima che questa si trasferisse in territorio olandese. Quest'ultima venne fondata nel 1911 da Karl Caspar e, poco prima dello scoppio della prima guerra mondiale, si unì alla Hansa- und Brandenburgische Flugzeugwerke AG (HBF) di Magdeburgo. Al termine del conflitto Caspar, che aveva partecipato alla guerra come pilota, rientrò in possesso delle sue azioni rifondando l'azienda ad Amburgo nel 1917 alla quale diede il suo nome, diventata Caspar Werke GmbH nel 1918.
Il capo progettista fu inizialmente Ernst Heinkel, il quale disegnò, tra l'altro, i prototipi degli U 1 e U 2, velivoli caratterizzati dalle ali staccabili e destinati ad essere trasportati in sottomarini.

## Velivoli realizzati
(lista parziale)
1922

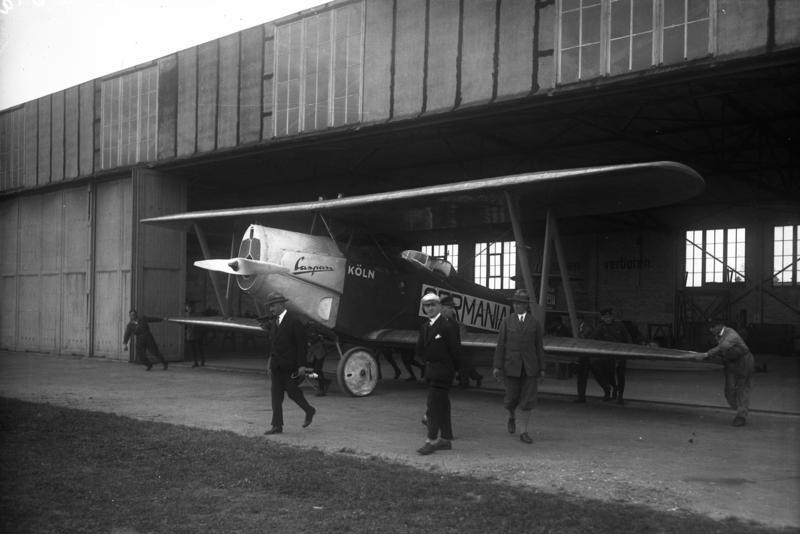
Il Caspar C 32 "Germania"

- S I (aereo da pattugliamento marittimo)
- U 1
- U 2 (aereo da pattugliamento marittimo imbarcato negli U-Boot)

1923
- S II (aereo da pattugliamento marittimo)
- CT 1 - CT 5 (biplani sportivi)
- CLE 11 (kleines Reiseflugzeug in Form eines freitragenden Hochdeckers in Holzbauweise)

1924
- CJ 14, CS 14 (aerei da caccia)

1925
- C 17 (monoplano biposto ad ala bassa)

1926
- C 27 (aereo da addestramento)
- C 29, C 30 (aerei da pattugliamento marittimo)
- C 32 (aereo agricolo)

1927
- C 35 Priwall (aereo di linea, 2 membri di equipaggio ed 8 posti per i passeggeri, utilizzato dalla Deutschen Luft Hansa)

1928
- C 33 (biplano da addestramento)
- C 36 W (idrovolante da pattugliamento marittimo, realizzato anche in versione terrestre)